# Moclín
Moclín és un municipi de la província de Granada. En el seu terme municipal es troben les localitats de: Limones, Olivares, Puerto Lope, Tiena, Tózar i Gumiel.